# ناوچه پرتغالی

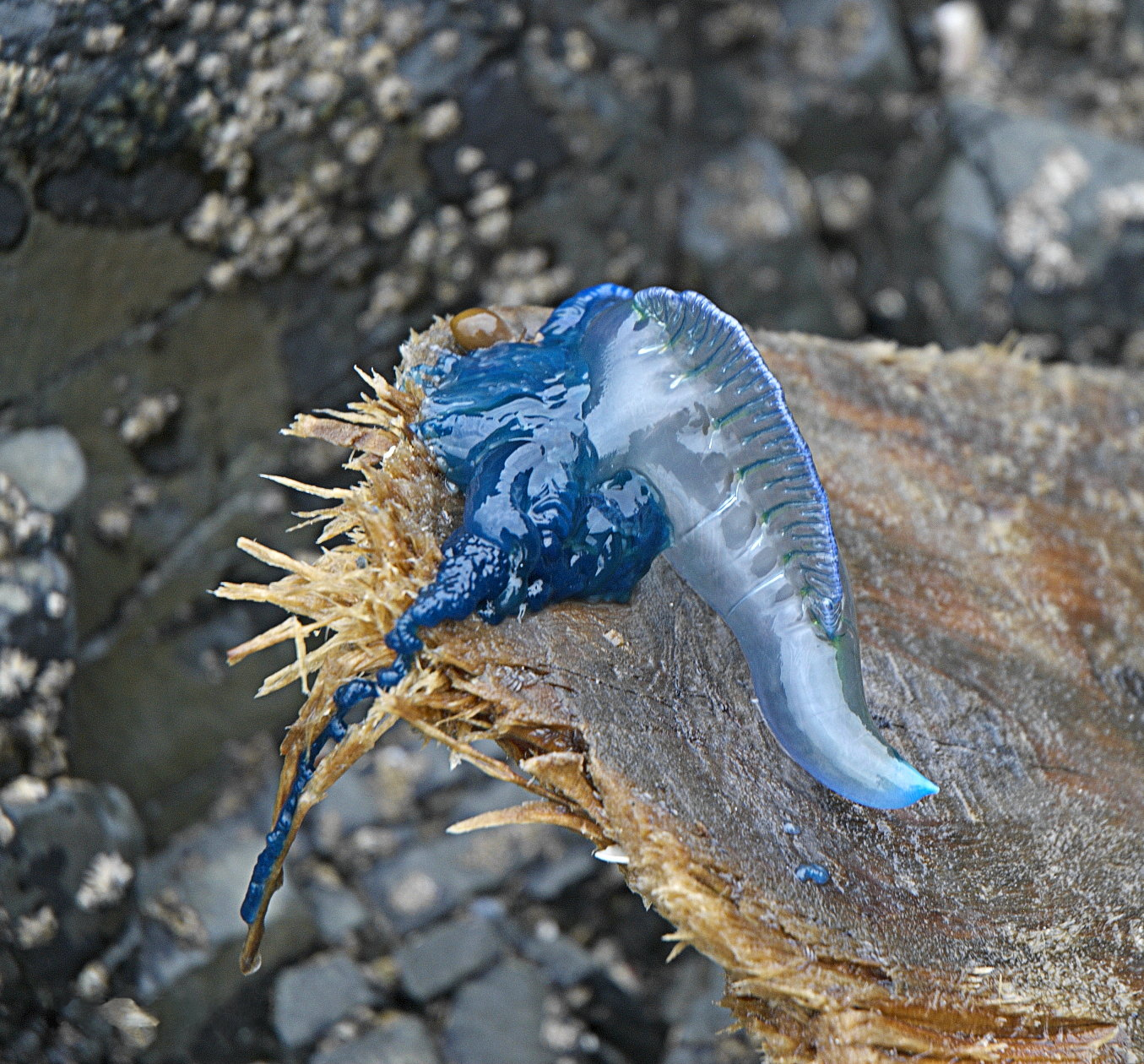
یک نمونه از ناوچه پرتغالی

ناوچه پرتغالی یا Physalia physalis اغلب با عروس دریایی اشتباه گرفته می‌شود. اما در حقیقت این جانور که از ردهٔ آب‌سانان است از یک کلونی از ارگانیسمها ساخته شده‌است. بازوهای این جانور غول‌پیکر در زیر آب به ۳۰ متر نیز می‌رسد. اما به طور متوسط طول آن ۱۰ متر است. نیش ناوچه پرتغالی می‌تواند در انسان‌ها درد شدید و حتی مرگ به‌دنبال داشته باشد.